# Język silimo
Język silimo, także: ngalik, ngalik południowy, paiyage, usak, wulik  – język papuaski używany w prowincji Papua w Indonezji, przez członków ludu Silimo (dystrykt Kurima). Szacunkowo posługuje się nim 5 tys. osób.
Według danych Ethnologue połowa społeczności nie komunikuje się w innych językach.
Jest zapisywany alfabetem łacińskim.